# 法布里卡库罗内
法布里卡库罗内（義大利語：Fabbrica Curone），是意大利亚历山德里亚省的一个市镇。总面积53.72平方公里，人口732人，人口密度13.6人/平方公里（2009年）。ISTAT代码为006067。